# Njáll Trausti Friðbertsson

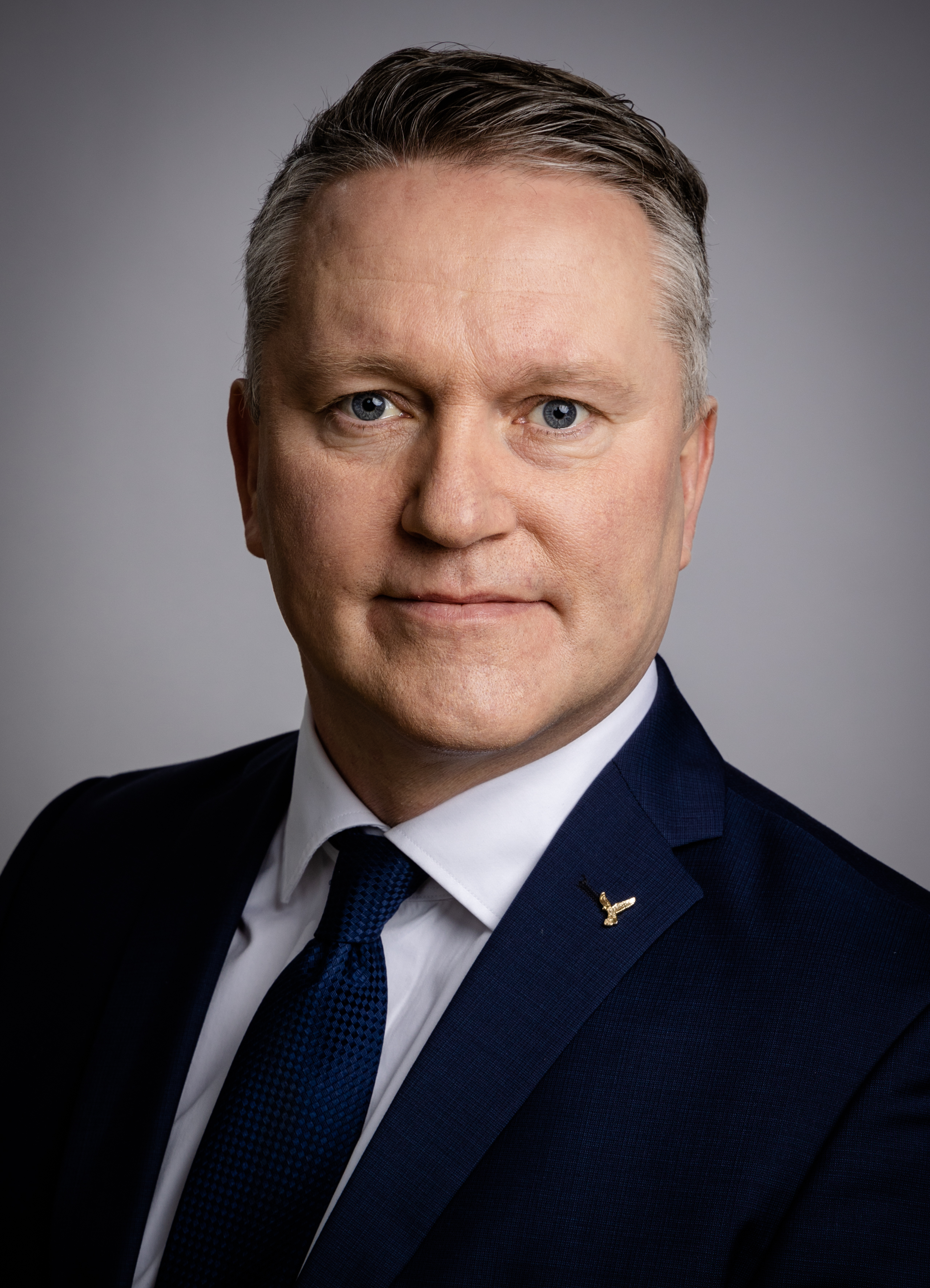
Njáll Trausti Friðbertsson, 2021

Njáll Trausti Friðbertsson (transkribiert Njall Trausti Fridbertsson; * 31. Dezember 1969 in Reykjavík) ist ein isländischer Politiker der Unabhängigkeitspartei.

## Leben
Njáll Trausti Friðbertsson war seit 1992 als Fluglotse am Flughafen Akureyri tätig. Er hat einen Bachelor in Betriebswirtschaftslehre von der Universität Akureyri (2004). Seit 2012 gehört er dem Umwelt- und Verkehrsausschuss der Unabhängigkeitspartei an. Von 2014 bis 2016 war er Mitglied des Stadtrats von Akureyri.
Bei der Parlamentswahl vom 29. Oktober 2016 wurde Njáll Trausti Friðbertsson als Kandidat der Unabhängigkeitspartei für den Nordöstlichen Wahlkreis ins isländische Parlament Althing gewählt. Bei der vorgezogenen Parlamentswahl vom 28. Oktober 2017 wurde er wiedergewählt.
Mit Stand vom Mai 2019 gehört er den parlamentarischen Ausschüssen für das Budget und für Gewerbeangelegenheiten an und ist Vorsitzender der isländischen Delegation in der Parlamentarischen Versammlung der NATO.